# Hondeghem

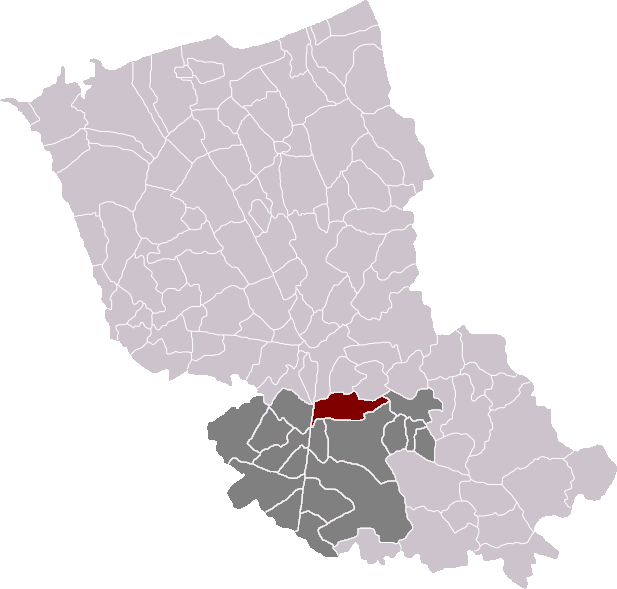
Localització de Hondeghem

Hondeghem  (en neerlandès Hondegem) és un municipi francès, situat a la regió dels Alts de França, al departament del Nord, que forma part de la Westhoek. L'any 2006 tenia 945 habitants.

## Demografia
| 1962                                       | 1968 | 1975 | 1982 | 1990 | 1999 |
| ------------------------------------------ | ---- | ---- | ---- | ---- | ---- |
| 612                                        | 675  | 712  | 835  | 898  | 936  |
| Des de 1962: població sense dobles comptes |      |      |      |      |      |

## Administració
| Període   | Identitat           | Partit |
| --------- | ------------------- | ------ |
| 1989-2008 | Jean-Pierre Laczny  | UMP    |
| 2008-     | Jean-Pierre Feramus |        |